# Вихманн, Юрьё
Ю́рьё Йо́осеппи Ви́хманн (фин. Yrjö Jooseppi Wichmann; 8 сентября 1868, Лиминго, Великое княжество Финляндское — 3 мая 1932, Хельсинки, Финляндия) — финский учёный-этнограф; доктор философии (1897), профессор Хельсинкского университета.

## Биография
Родился 8 сентября 1868 года в селении Лиминго Российской империи. В семье, происходившей из Голландии, росло 11 детей.
Первоначально обучался в лицее города Оулу, затем — в Хельсинкском университете, где с интересом изучал финно-угорские языки. В 23 года совершил первое путешествие в Россию, где исследовал диалекты и народную поэзию удмуртов, в том числе живущих в марийском крае. В 1891 году в течение полугода жил у удмуртского просветителя К. Андреева в деревне Большой Карлыган (ныне Республика Марий Эл). В 1894 году Вихманн совершил второе путешествие с посещением Карлыгана и других марийских деревень. В 1901 году он отправился в край коми, работал в архивах Казани, где обнаружил редкие материалы о финно-угорских древностях.
Затем Юрьё Вихманн посетил Венгрию. Здесь изучал венгерский язык и женился в 1905 году на венгерке Юлии (Julia Maria Wichmann), этнографе по специальности. В 1905—1906 годах он совершил третье путешествие в марийские края Российской империи уже вместе с женой. Жил и собирал материалы в селах Яранского уезда. По возвращении в Финляндию, в Хельсинкском университете занимался систематизацией собранных материалов, в результате издав труды по фольклору и этнографии марийцев.
В 1930-е годы многие из сотрудничавших с ним марийских интеллигентов были объявлены «агентами фашистской Финляндии» и репрессированы.
Умер Юрьё Вихманн 3 мая 1932 года в Хельсинки.

## Заслуги
Вихманн состоял членом многих российских и зарубежных научных обществ. Был одним из основателей Академии наук Финляндии, членом Финно-угорского общества (с 1908 года), иностранным членом Венгерского этнографического общества (с 1908 года) и почётным членом Венгерского лингвистического общества (с 1912 года), постоянным членом Российского общества любителей естествознания и этнографии (с 1911 года), членом Общества Калевалы (с 1919 года), иностранным членом Венгерской академии наук (с 1921 года), членом-корреспондентом Общества родного языка (с 1926 года), почетным членом Общества изучения Эстонии (с 1932 года), почетным доктором Марбургского университета (с 1927 года).
Был награждён Крестом II степени ордена Заслуг перед Венгрией (1927) и командорским орденом Белой Розы I степени Финляндии (1928).